# 拉贝西耶尔康代伊
拉贝西耶尔康代伊（法語：Labessière-Candeil，法語發音：[labesjɛʁ kɑ̃dɛj]）是法国奥克西塔尼大区塔恩省的一个市镇，属于阿尔比区。

## 地理
拉贝西耶尔康代伊（43°48'5"N, 2°0'19"E）面积21.98 平方千米，位于法国奧克西塔尼大區塔恩省，该省份为法国南部内陆省份，北起顺时针与阿韦龙省、埃罗省、奥德省、上加龙省和塔恩-加龙省接壤。
与拉贝西耶尔康代伊接壤的市镇（或旧市镇、城区）包括：比斯克、卡达朗、格罗耶、拉斯格赖斯、蒙德拉贡、佩罗勒、雪拉克。

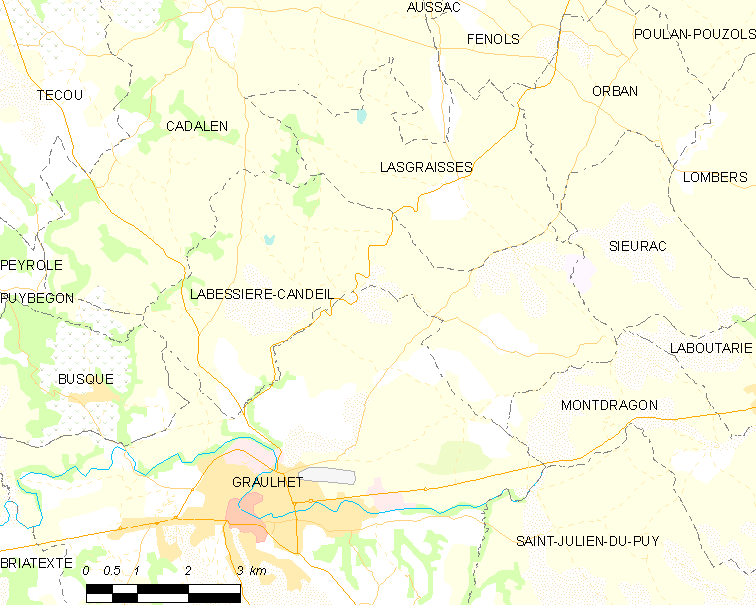
拉贝西耶尔康代伊的OSM定位图

拉贝西耶尔康代伊的时区为UTC+01:00、UTC+02:00（夏令时）。

## 行政
拉贝西耶尔康代伊的邮政编码为81300，INSEE市镇编码为81117。

## 政治
拉贝西耶尔康代伊所属的省级选区为两岸县。

## 人口

1962-2008年间拉贝西耶尔康代伊人口变化图示

拉贝西耶尔康代伊于2022年1月1日时的人口数量为726人。